# 沙功那空
沙功那空市（皇家轉寫：Thetsaban Mueang Sakon Nakhon），通称沙功那空或色军。是泰國的一個自治市，也是該國沙功那空府以及沙功那空府治縣的治所駐地，位於該國東北部。其名称在泰语中意为“完整之城”。